# Hohenheimer Gärten

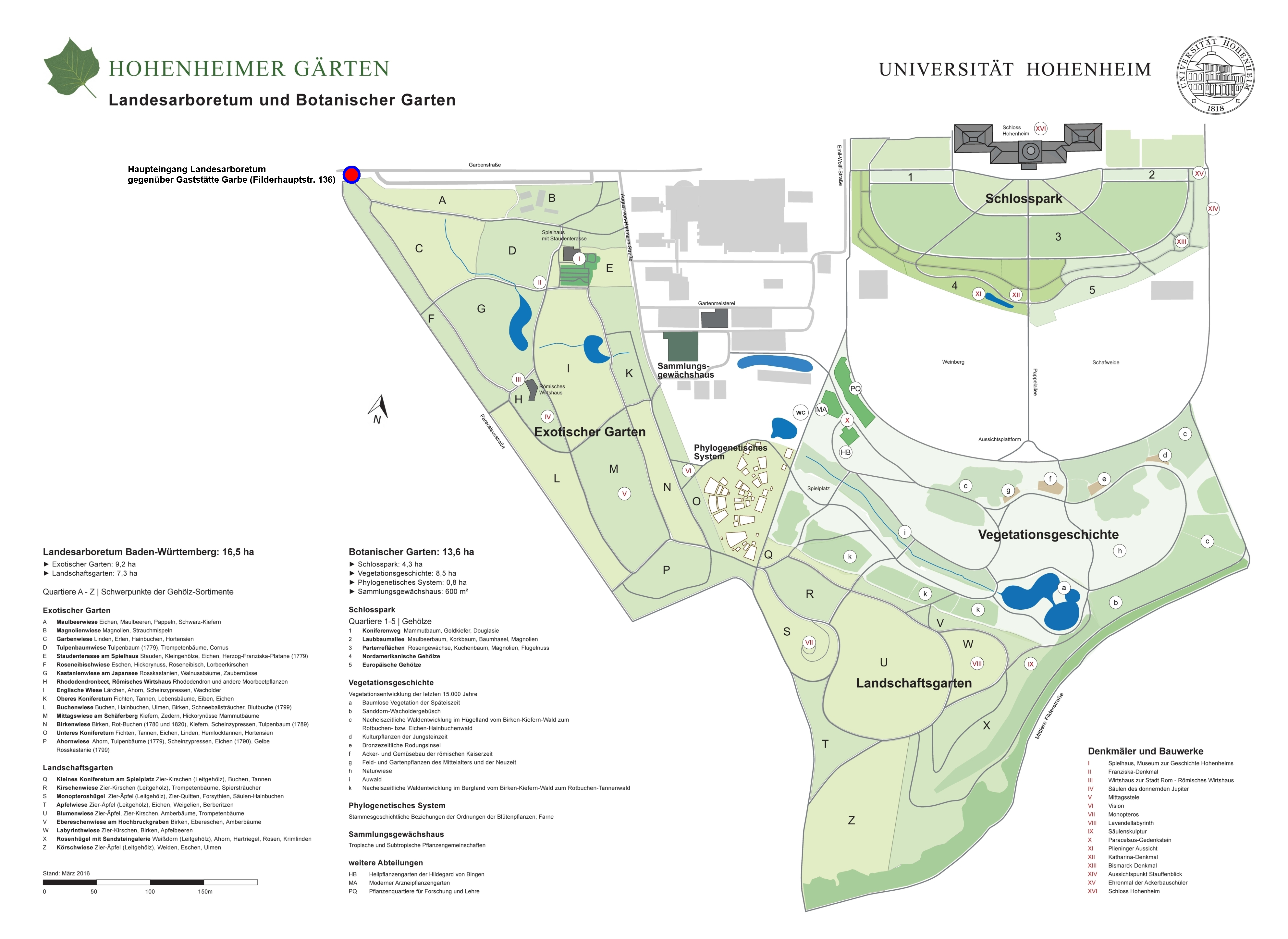
Übersichtsplan

Die Hohenheimer Gärten sind mit mehr als 30 ha Fläche der größte Teil des Campus der Universität Hohenheim in Stuttgart. Der älteste Gartenteil, der Exotische Garten oder Franziskas Dörfle, wurde 1776 von Herzog Carl Eugen von Württemberg und Franziska von Hohenheim gegründet. Heute beherbergen die Hohenheimer Gärten rund 3000 Gehölztaxa sowie zahlreiche Denkmale und Kunstwerke aus vier Jahrhunderten. Über 150 Gehölze sind älter als 100 Jahre. Die Hohenheimer Gärten sind ganzjährig, ganztags kostenfrei zugänglich und stehen unter der Leitung von Helmut Dalitz.

## Lage und Klima

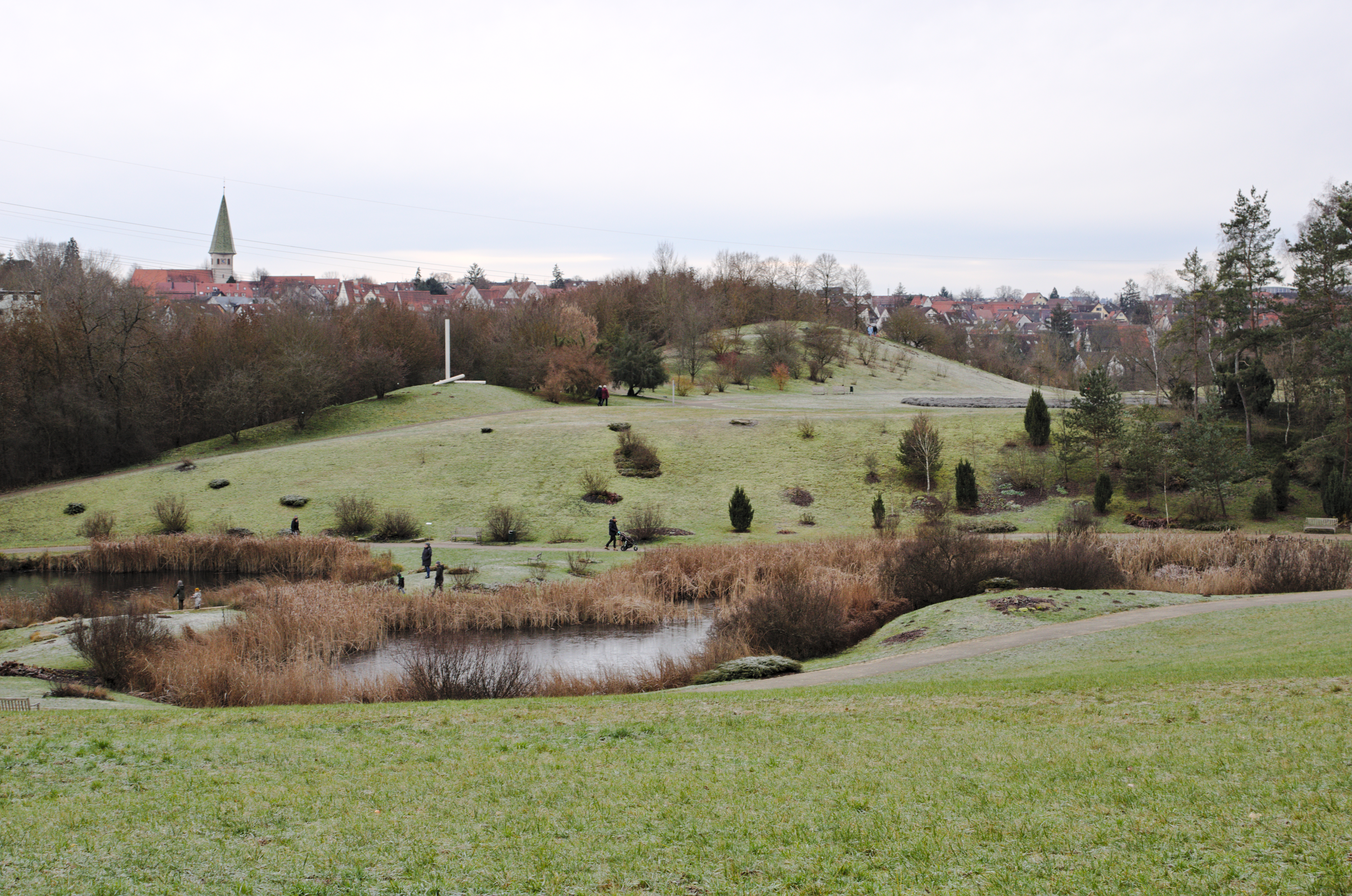
Botanischer Garten mit Plieningen im Hintergrund

Die Hohenheimer Gärten liegen im Süden Stuttgarts im Stadtbezirk Plieningen am Rande der Filderebene im mittleren Neckarraum zwischen 340 und 380 M.ü.N.N. Der Boden besteht aus Lösslehm. Die Jahresmitteltemperatur liegt bei 8,8 °C und die jährliche Niederschlagssumme bei 690 mm. Zusammen mit benachbarten Flächen bilden sie das Landschaftsschutzgebiet „Körschtal“, das vom Tal des Flusses Körsch geprägt ist.

## Gartenteile
| Gartenteil                                                        | Gründungsjahr | Fläche |
| ----------------------------------------------------------------- | ------------- | ------ |
| Landesarboretum – Exotischer Garten                               | 1776          | 9,3 ha |
| Landesarboretum – Landschaftsgarten                               | 1998          | 7,2 ha |
| Hohenheimer Schlosspark                                           | 1785          | 4,2 ha |
| Botanischer Garten – Pflanzensystem                               | 1901          | 0,8 ha |
| Botanischer Garten – Vegetationsgeschichte und Heilpflanzengärten | 1974          | 8,5 ha |
| Sammlungsgewächshaus                                              | 2014          | 600 m² |
| Gesamt                                                            | Gesamt        | 30 ha  |

Die Hohenheimer Gärten umfassen heute rund 30 Hektar Parkfläche. Weite Teile des Ensembles werden von der Universität Hohenheim zu Lehr- und Forschungszwecken genutzt. Südlich vom Schloss Hohenheim liegt der Hohenheimer Schlossberg mit einem Weinberg und einer ehemaligen Schafweide.

## Landesarboretum – Exotischer Garten
Der älteste Gartenteil der Hohenheimer Gärten ist der Exotische Garten, der südwestlich vom Schloss liegt. In den Jahren von 1776 bis 1793 wurde er unter Herzog Carl Eugen von Württemberg und seiner Favoritin und späteren Gemahlin Franziska von Hohenheim als Englische Anlage errichtet. Herzog Carl Eugen steuerte durch seinen Hofarchitekten Reinhard F. Heinrich Fischer zu diesem Gartenkonzept rund 60 Szenerien mit Monumenten und Gebäuden bei, Ruinen des Altertums neben barocken Repräsentationsbauten und Gebäuden aus dörflichem Umfeld. Die Gartenanlage wurde auch als Franziskas Dörfle bezeichnet. Friedrich Schiller beschrieb den Park von Hohenheim so: „Aber die Natur, die wir in dieser englischen Anlage finden, ist diejenige nicht mehr, von der wir ausgegangen waren. Es ist mit Geist beseelte und durch Kunst exaltierte Natur, [...]“ Nach dem Tod des Herzogs 1793 wurden einige Gebäude, z. B. die Aquäduktruine oder das Wachthaus, in den Ludwigsburger Schlosspark versetzt, andere verfielen. Das „Spielhaus“, das „Wirtshaus zur Stadt Rom“, die Trümmer der „Drei Säulen des Donnernden Jupiter“ und der „Schäferberg“ sind erhalten geblieben. Im Spielhaus befindet sich heute das Museum zur Geschichte Hohenheims, in dem ein maßstabsgetreues Modell des damaligen Gartens mit allen Architekturen gezeigt wird und Wandmalereien von Viktor Heideloff zu sehen sind. Mit 244 Jahren gehört die 1779 von Herzog Carl Eugen und Franziska von Hohenheim (Herzogin von Württemberg seit 1786) gepflanzte Platane am Spielhaus mit einem Stammumfang von fast acht Metern zu den ältesten ihrer Art und 100 bedeutendsten Bäumen in Deutschland. Die Platane wurde vom Forstwissenschaftler der Technischen Universität Dresden Andreas Roloff und Leiter einer Initiative der Deutschen Dendrologischen Gesellschaft (DDG) zum „Nationalerbe-Baum“ ausgerufen.

## Landesarboretum – Landschaftsgarten

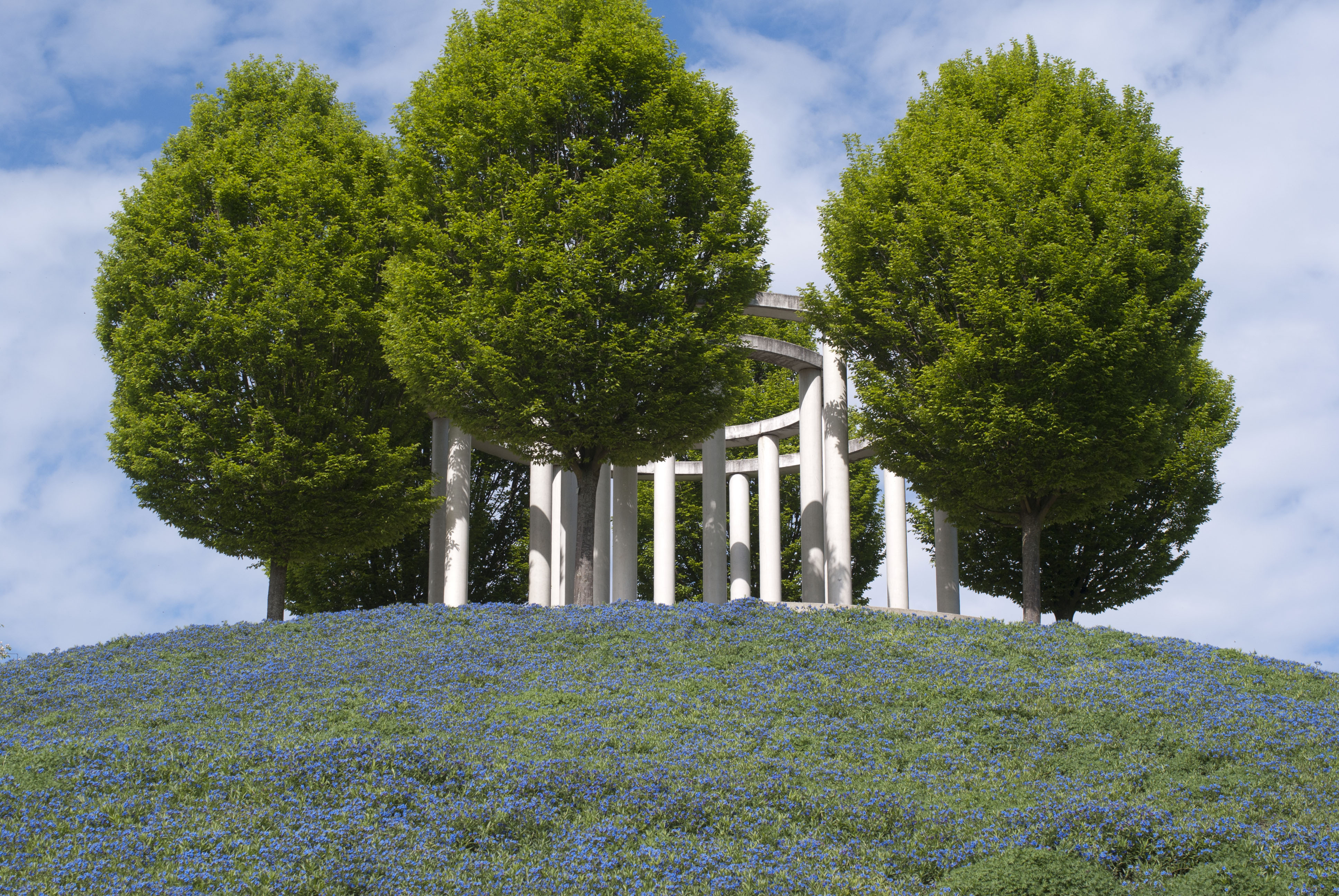
Moderner Monopteros

Der südlich vom Exotischen Garten gelegene, jüngste Gartenteil Hohenheims, der Landschaftsgarten wurde 1998 gegründet. Hier befindet sich auf einem Hügel ein offener Monopteros, der von acht Säulenhainbuchen umpflanzt ist und als Aussichtspunkt dient. Als Leitgehölze sind Zierobstbäume wie Äpfel, Birnen, Kirschen und Weißdorne aufgepflanzt. Eine großflächige Wildblumenwiese im zentralen Bereich verbindet die Gehölzpflanzungen.

## Hohenheimer Schlosspark
Unmittelbar vor dem 1785 erbauten Residenzschloss liegt im Halbrund der Hohenheimer Schlosspark mit altem Gehölzbestand. Nach dem Vorbild von Versailles, ließ Herzog Carl Eugen einen spätbarocken Repräsentationsgarten angelegen, dessen Wegesystem heute noch vorhanden ist. 1829 wurde für die landwirtschaftliche und forstliche Ausbildung im Schlosspark ein Botanischer Garten mit Freiflächen und Baumgruppen angelegt. Später wurden Aussichtspunkte und Denkmale hinzugefügt. Ab etwa 1901 befand sich hier eine Art Pflanzensystem, sortiert nach funktionellen Gruppen. 1974 wurden die Beete des Alten Botanischen Gartens südlich des Schlossbergs verlegt, der Gehölzbestand blieb erhalten.

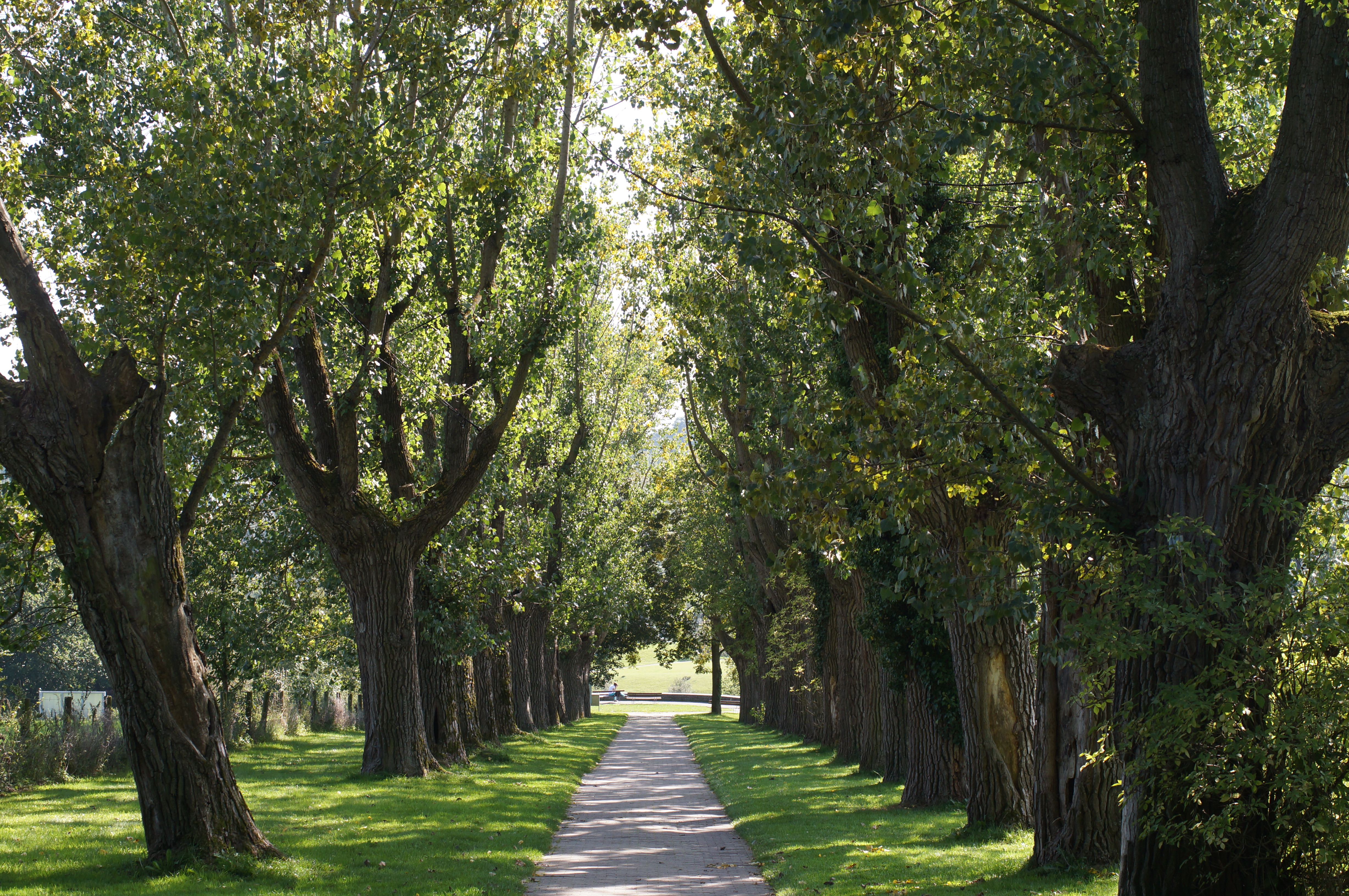
Hohenheimer Jägerallee

In südlicher Richtung vom Schloss Hohenheim, liegt die denkmalgeschützte Jägerallee zwischen dem Weinberg und der Schafweide. Diese Allee war ab 1772 mit italienischen Säulenpappeln bepflanzt, die vom herzoglichen Hofgärtner Johann Caspar Schiller, dem Vater Friedrich Schillers, angezogen wurden. Heute säumen Kanadische Pappeln den Weg, die Mitte des 19. Jahrhunderts nachgepflanzt wurden.

## Vegetationsgeschichte und Heilpflanzengärten

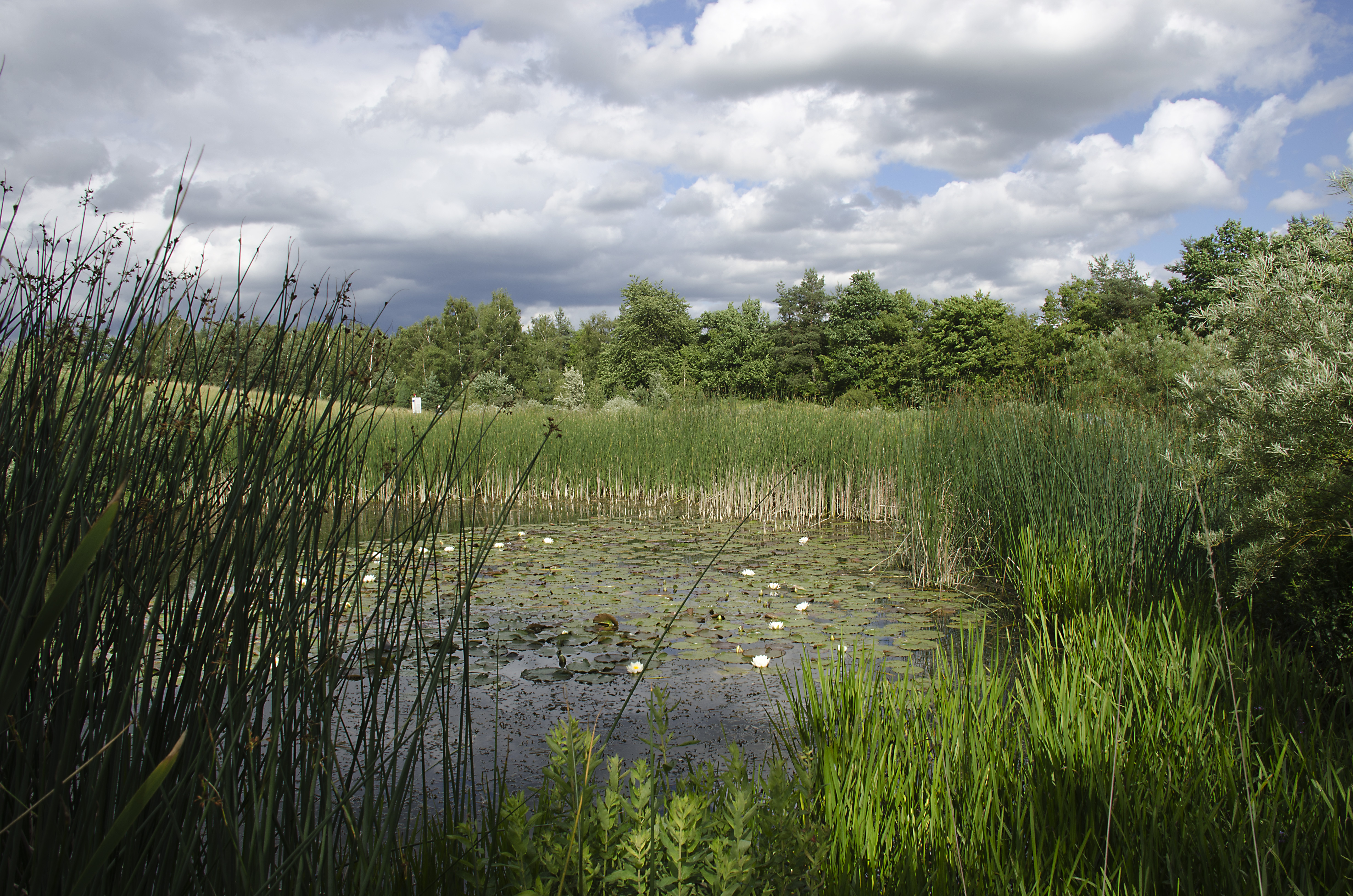
Teich

Südlich vom Schloss Hohenheim unterhalb der Pappelallee am Schlossberg liegt der Botanische Garten. Hier ist die Entwicklung der Vegetation Mitteleuropas seit der letzten Eiszeit vor etwa 15.000 bis 11.000 Jahren bis heute gezeigt und in einem Rundgang dargestellt. Die beiden Teiche im Tal sind mit Steppentundrenvegetation umpflanzt. Von dort ausgehend, wird am Hang des Schlossbergs die Wiedereinwanderung der Gehölze für die wärmeren Hügellandschaften und die Mittelgebirge Süddeutschlands gezeigt. Auch die Geschichte der Nutzpflanzen für die Jungsteinzeit, Bronzezeit, Eisenzeit und das Mittelalter wird auf vier Parzellen nachgebaut. Die Anlage wurde 1974 von Burkhard Frenzel und Udelgard Körber-Grohne konzipiert. Im westlichen Teil der vegetationsgeschichtlichen Abteilung sind zwei Heilpflanzengärten angelegt. Der eine zeigt die in Beeten nach ihren Anwendungsbereichen angeordneten Heilpflanzen der Äbtissin Hildegard von Bingen, der andere die heute und früher genutzten Arzneipflanzen nach ihren wirksamen Inhaltsstoffen gruppiert.

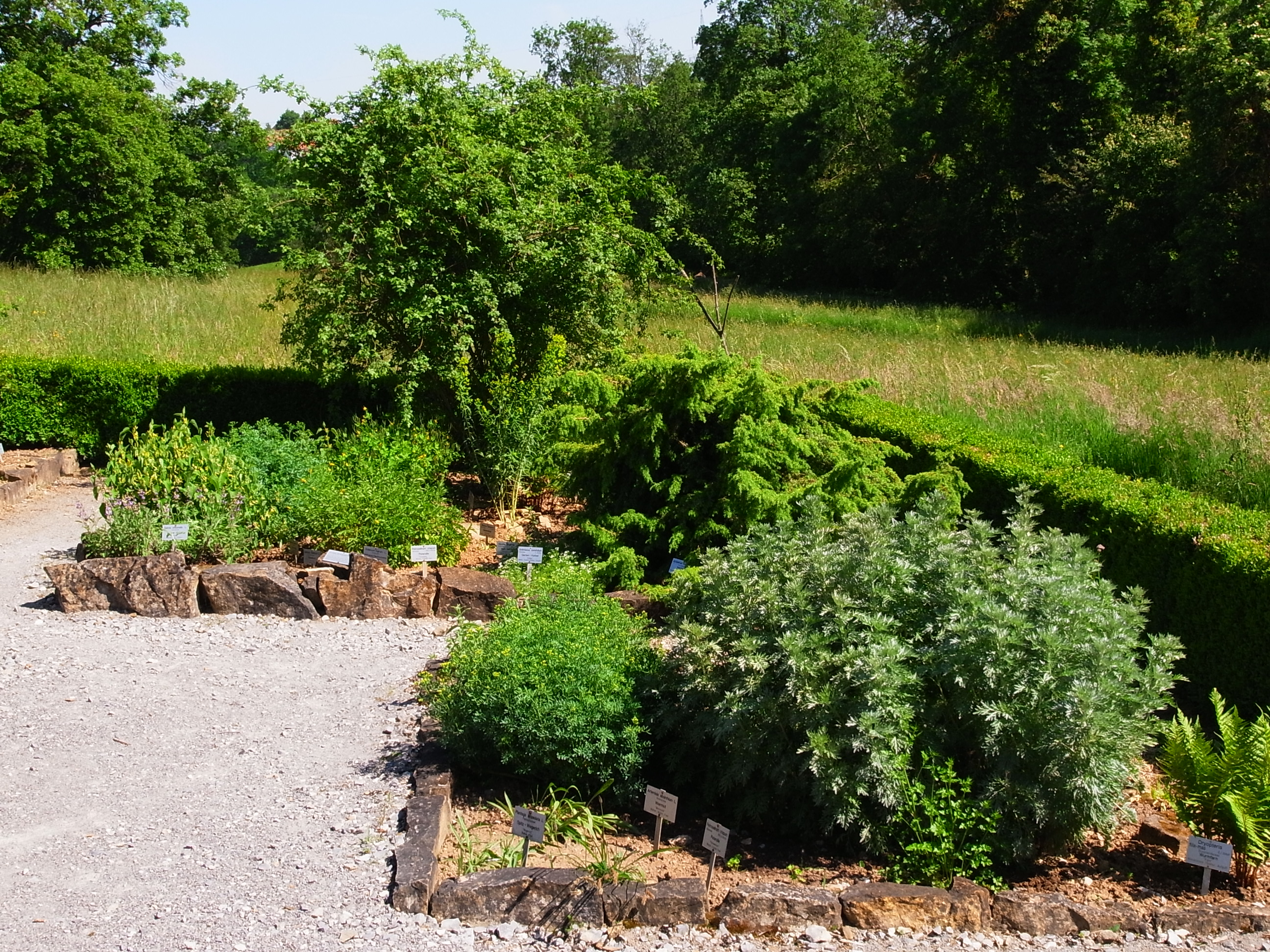
Arzneimittelgärtchen

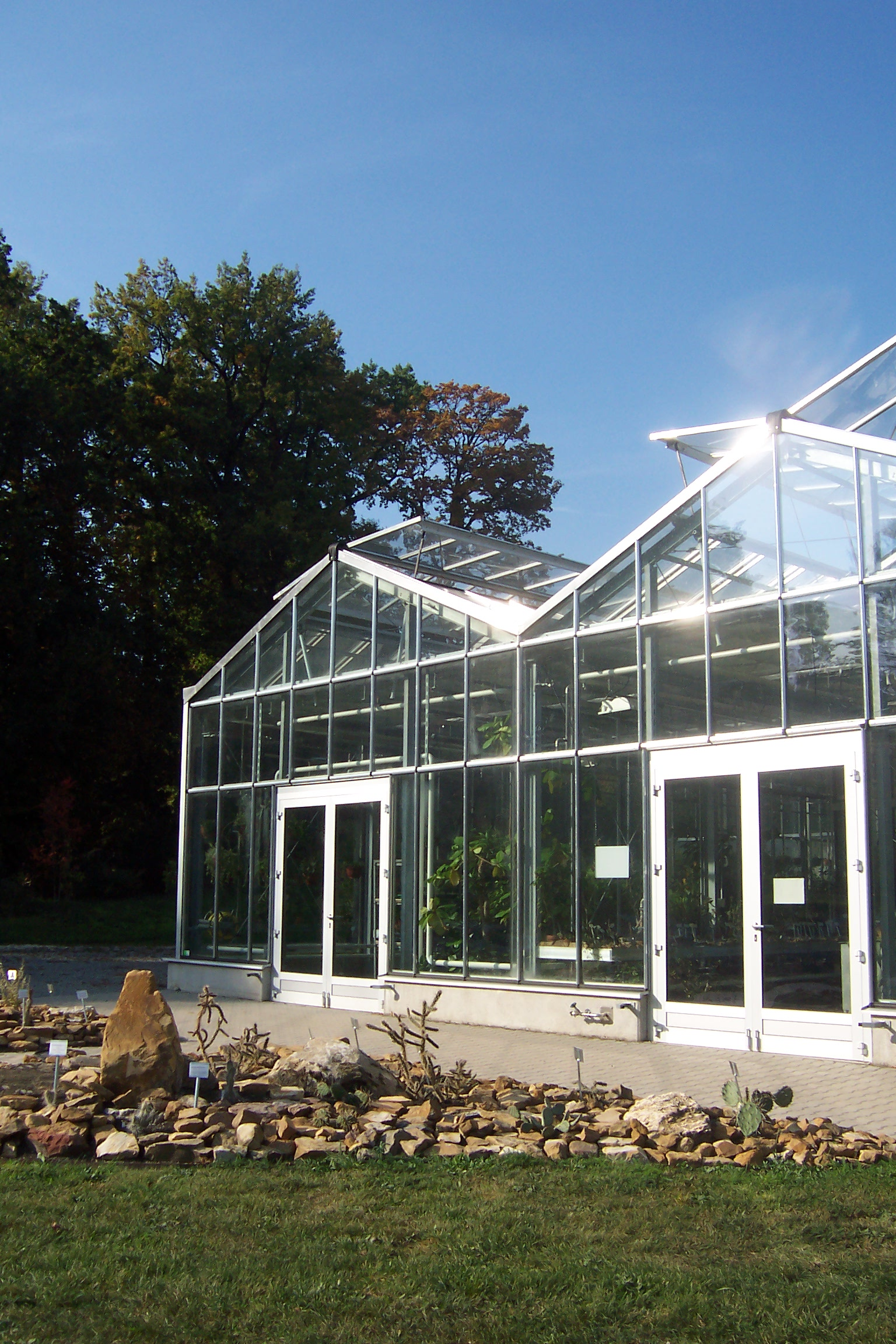
Hohenheimer Sammlungsgewächshaus

## Pflanzensystem
Ein Pflanzensystem, sortiert nach funktionellen botanischen Gruppen, wurde vom Hohenheimer Botanikprofessors Oskar von Kirchner um 1901 im Hohenheimer Schlosspark genutzt. 1974 wurde es an seinen heutigen Standort südlich des Hohenheimer Sammlungsgewächshauses versetzt. Das Pflanzensystem enthält rund 3000 Arten aus 230 Familien. Es wurde nach entwicklungsgeschichtlichen Gesichtspunkten auf der Grundlage der Systematik des US-amerikanischen Botanikers Arthur John Cronquist angepflanzt. Eine große subtropische Kübelpflanzensammlung ist dort integriert.

## Sammlungsgewächshaus
1789 entstand als Teil der Englischen Anlage das erste beheizte Gewächshaus in Hohenheim, das sogenannte Eiserne Haus, in dem Herzog Carl Eugen eine Ananas-Sammlung mit über 1000 verschiedenen Pflanzen hielt. Im Jahr 1896 wurden neuere Gewächshäuser unter Oskar von Kirchner errichtet und die Kalt- und Warmhaussammlung seither weitergeführt. 2014 wurde das aktuelle Sammlungsgewächshaus eröffnet. Hier wird eine der größten Begonien-Sammlungen Deutschlands gehalten. Daneben gibt es Abteile mit tropischen Pflanzen Ost-Afrikas, einen Bereich mit Orchideen und Wasserpflanzen, einen Bereich mit insektivoren Pflanzen, ein Kakteenhaus, ein Abteil für tropische Nutzpflanzen und eines für afrikanische Wüstenpflanzen.
Siehe auchː Herbarium Hohenheim

## Besondere Gehölze
Herzog Carl Eugen und besonders Franziska von Hohenheim begannen ab der Gründung des Gartens 1776 Gehölze zu sammeln. 1785 erwähnte der Gartentheoretiker Cay Lorenz von Hirschfeld für den Exotischen Garten „die reichste und vollständigste Sammlung von ausländischen Bäumen und Sträuchern, die wir in Deutschland besitzen“ auf Grundlage des Gehölzverzeichnisses von 1780. Ab 1813 stand dann die botanisch-wissenschaftliche Ausrichtung eines Arboretums im Mittelpunkt und die Baumschule wurde zur Königlichen Exotischen Landesbaumschule. Dabei wurde auf die Ansätze aus der Zeit Franziskas von Hohenheim zurückgegriffen und das Sammeln wieder in den Vordergrund gerückt.
Diese Tradition setzte sich fort, und 1953 wurde der Garten zum „Landesarboretum Baden-Württemberg“ erhoben. Dieses wurde später durch den Landschaftsgarten erweitert. Heute enthält es rund 2500 verschiedene Gehölze. Größere Sammlungsschwerpunkte bilden Acer-, Betula-, Magnolia-, Quercus- und Leguminosen-Arten. Zudem wird ein großes Sortiment an alten Gehölzvarietäten und -formen geführt. Alle Gehölze finden sich in der Gehölzdatenbank und sind georeferenziert.
Im Exotischen Garten in Hohenheim stehen heute noch einige Bäume aus herzoglicher Zeit gepflanzt zwischen 1779 und 1793, hierzu zählen mehrere Amerikanische Tulpenbäume, eine Ahornblättrige Platane und zwei Sommerlinden. Weitere Gehölze stammen aus der Zeit der königlich-württembergischen, exotischen Baumschule zwischen 1799 und 1840. Für die Hohenheimer Gärten gibt es in der Liste der Champion Trees von der Deutschen Dendrologischen Gesellschaft zahlreiche Einträge für Rekordbäume in Deutschland und in Baden-Württemberg.

## Denkmale und Kunstwerke
Aufgeführt sind jeweils der Name der Künstler, das Jahr der Einweihung und der Name des Kunstwerks/Denkmals
- Englische Anlage 1777: Das Römische Wirtshaus
- Englische Anlage 1778: Die Drei Säulen des Donnernden Jupiter
- Englische Anlage 1788: Das Spielhaus
- Kurt Fanghänel 1901: Bismarck-Denkmal
- Günter Ott 1979: Ehrenmal der Ackerbauschüler
- Markus Wolf 1998: Franziska-Denkmal
- Edgar Haldenwang 1998: Vision
- Hans Dieter Schaal 2001: Monopteros
- Renate Hoffleit 2004: Mittagsstele
- Markus Wolf 2008: Katharina-Denkmal
- Uli Gsell 2013: Paracelsus-Gedenkstein

Zum 250. Geburtstag von Franziska von Hohenheim, der zweiten Ehefrau von Herzog Carl Eugen, wurde 1998 ein Denkmal gesetzt. Dieses Denkmal, gestaltet von dem Plieninger Bildhauer Markus Wolf in Form eines Obelisken, steht an der Wegekreuzung zwischen dem Römischen Wirtshaus und dem Spielhaus im Exotischen Garten.

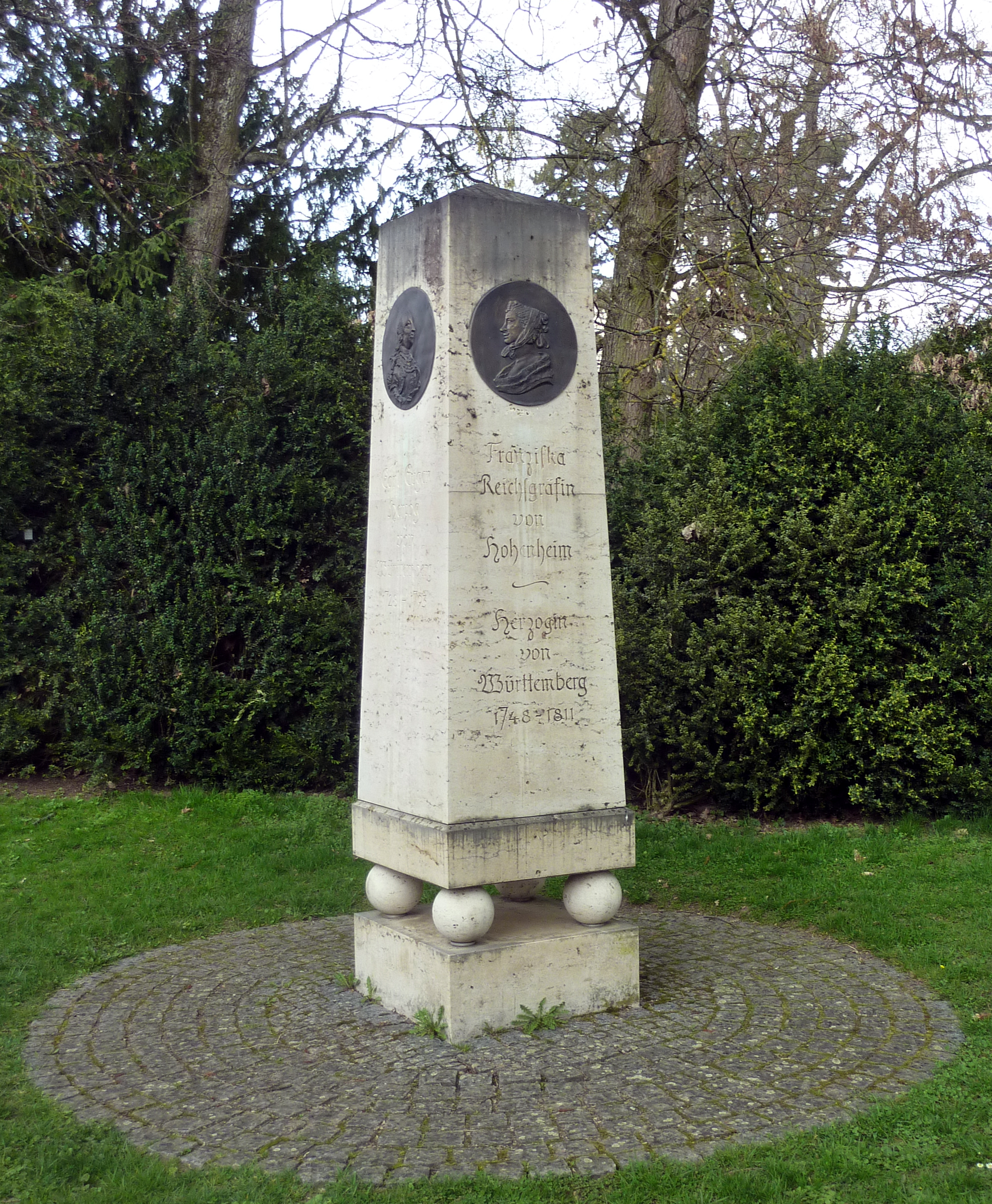
Franziska-Obelisk von Markus Wolf (1998)

Zum 220. Geburtstag von Katharina Pawlowna von Russland, Königin von Württemberg, wurde am 28. Mai 2008 oberhalb des Weinbergs ein ebenfalls von Markus Wolf gestaltetes Denkmal gesetzt.